# We Will Meet Again
We Will Meet Again es un disco del pianista estadounidense Bill Evans lanzado por el sello Warner Bros. Records en 1979. Este es el último álbum de estudio que graba. Ganó un premio en los premios Grammy de 1981, y Scott Yanow del sitio Allmusic le dio una crítica positiva.

## Reconocimiento y crítica
En los premios Grammy de 1981, I Will Say Goodbye (1980) ganó en la categoría mejor solo de jazz instrumental y el álbum por mejor álbum jazz instrumental. Scott Yanow del sitio Allmusic le dio cuatro estrellas de cinco.

## Lista de canciones
Compuestos por Bill Evans salvo los indicados.
1. «Comrade Conrad» – 10:05
2. «Laurie» – 8:20
3. «Bill's Hit Tune» – 10:49
4. «For All We Know» (J. Fred Coots, Sam M. Lewis) – 3:37
5. «Five» – 9:10
6. «Only Child» – 10:47
7. «Peri's Scope» – 6:11
8. «We Will Meet Again» – 2:34

- Fuente:[1]

## Personal
- Bill Evans – piano.
- Tom Harrell – trompeta.
- Marc Johnson – bajo.
- Joe La Barbera – batería.
- Larry Schneider – saxófono tenor, saxófono soprano.

## Posicionamiento
| Año  | Conteo                | Posición |
| ---- | --------------------- | -------- |
| 1980 | Billboard Jazz Albums | 36       |